# إيتاكورا كاتسواكي
إيتاكورا كاتسواكي (باليابانية: 板倉勝晙) هو ساموراي ياباني، ولد في 24 سبتمبر 1784، وتوفي في 13 أغسطس 1804.